# Caprese Michelangelo
Caprese Michelangelo és una població de 1.622 habitants de la província d'Arezzo a la regió de la Toscana, Itàlia.
Limita amb els municipis d'Anghiari, Chitignano, Chiusi della Verna, Pieve Santo Stefano i Subbiano.
Les frazioni de Casalino di Caprese, Dicciano, Fragaiolo, Gregnano, Lama, Manzi, Monna, Papiano, Ponte Singerna, San Casciano, San Cristoforo, Selva Perugina, Sovaggio, Trecciano i Valboncione pertanyen al municipi de Caprese Michelangelo.

## Galeria fotogràfica

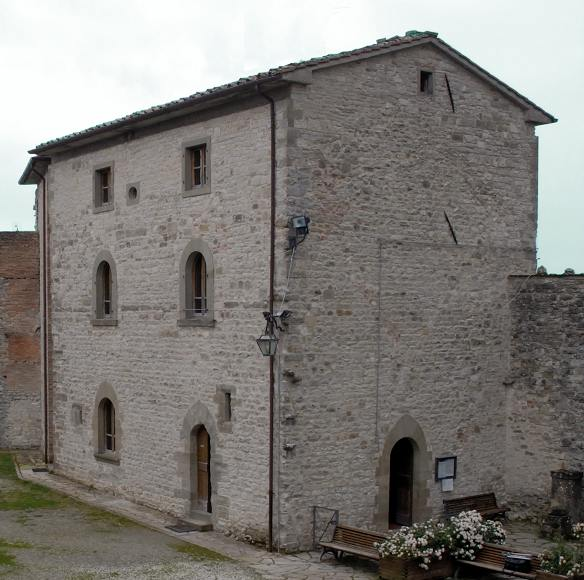
Palazzo Clusini

El Palazzo Clusini és la seu del Museu Michelangelo dedicat a Michelangelo Buonarroti, més conegut per Miquel Àngel.